# Oslac (roi du Sussex)
Pour les articles homonymes, voir Oslac.
Oslac est un roi du Sussex à la fin du VIIIe siècle.

## Biographie
L'existence d'Oslac n'est documentée que par trois chartes. La première date du milieu des années 760. Émise par le roi Ealdwulf, il s'agit d'une donation au comes Hunlaf de terres à Stanmer, Lindfield et Burleigh. L'un des témoins de cette donation est un Osiai rex. Cette donation est confirmée par le roi de Mercie Offa.
En 772, un an après avoir conquis le territoire des Hæstingas, Offa effectue une donation à l'évêque de Selsey Oswald (en) de terres à Bexhill. Le fait qu'il émette la charte lui-même suggère qu'il considère à cette date le Sussex comme partie intégrante de son domaine, et non comme un royaume distinct. Cette donation est attestée par quatre individus portant le titre de dux (ealdorman) : Oswald, Osmund, Ælfwald et Oslac. Il s'agit vraisemblablement d'anciens rois du Sussex ayant accepté de se soumettre à Offa pour continuer à exercer une forme de pouvoir. Oslac apparaît après tous les autres, ce qui pourrait indiquer qu'il est le moins important des quatre.
Sa troisième charte date de 790. Oslac y apparaît, toujours avec le titre de dux, comme donateur à l'église Saint-Paul de terres à Earnley et Tielæsora. Cette donation est à nouveau confirmée par Offa avec Ælfwald et Ealdwulf comme témoins.